# Kotto (Ekondo-Titi)
Pour les articles homonymes, voir Kotto.
Kotto (ou Koto, Kotto Balue, Koto Balue) est une localité du Cameroun, située dans l'arrondissement d'Ekondo-Titi, le département du Ndian et la Région du Sud-Ouest.

## Population
La localité comptait 225 habitants en 1953, 204 en 1968-1969 et 137 en 1972, principalement des Balue.
Lors du recensement national de 2005, on y a dénombré 969 personnes.